# Worcestershire
Il Worcestershire (pronuncia [ˈwʊstəʳʃɜʳ] o [ˈwʊstəʳʃɪəʳ], abbreviato in Worcs) è una contea dell'Inghilterra situata nella regione delle Midlands Occidentali. Dal 1974 al 1998 è stata unita alla contea di Herefordshire.

## Geografia fisica
La contea confina con le contee di Herefordshire, Shropshire, Staffordshire, West Midlands, Warwickshire e Gloucestershire.
Nella parte occidentale il confine è segnato dalle colline Malvern sulle cui pendici è posta la città termale di Malvern. La parte occidentale delle colline si trova nell'Herefordshire. A sud, in corrispondenza del confine con il Gloucestershire, la contea è interessata dai margini settentrionali delle colline Cotswolds. I fiumi principali che attraversano la contea sono il Severn e l'Avon. Fatta eccezione per la città di Worcester e per alcuni grossi centri nella parte settentrionale la contea è prevalentemente rurale.

### Suddivisioni
|  | 1. Worcester 2. Malvern Hills 3. Wyre Forest 4. Bromsgrove 5. Redditch 6. Wychavon |

### Città e villaggi

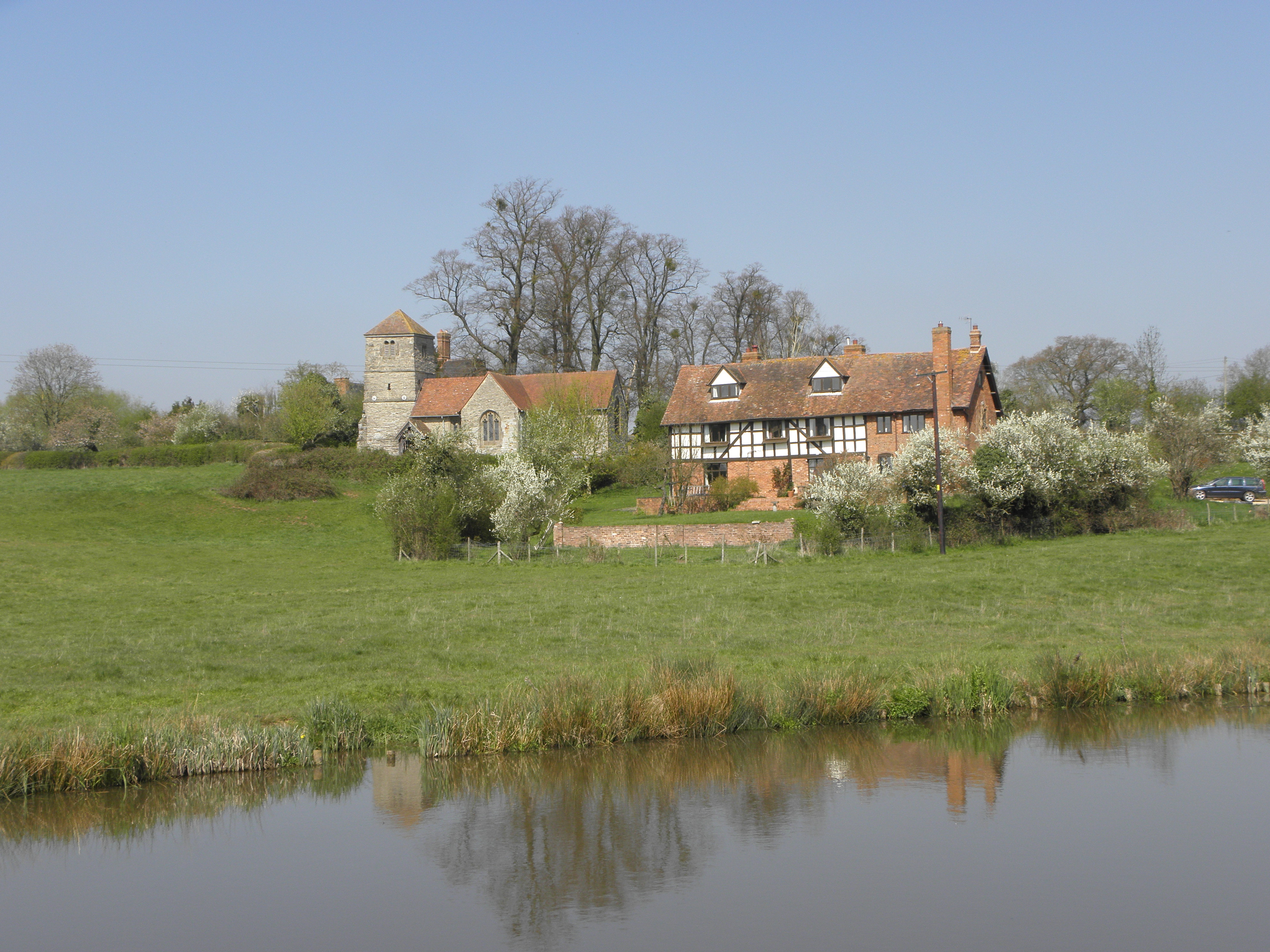
La chiesa del villaggio di Oddingley vista dal canale Birmingham-Worcester

Il capoluogo di contea e la sola città è Worcester. Altri importanti centri sono Kidderminster, Bromsgrove e Redditch che sono cittadine satellite di Birmingham. Vi sono poi varie cittadine che storicamente ospitavano importanti mercati: Malvern, Droitwich Spa, Evesham, Bewdley, Pershore e Tenbury Wells.

## Storia
Nella contea di Worcestershire si sono combattute importanti battaglie della storia inglese: quella di Evesham combattuta il 4 agosto 1265 (in cui trovò la morte Simone V di Montfort) e successivamente nel corso della guerra civile inglese la battaglia di Worcester nel 1651. Nel diciannovesimo secolo Worcester fu a centro della manifattura dei guanti, Kidderminster in quella dei tappeti mentre Redditch si specializzò nella produzione di aghi e spilli. La cittadina di Droitwich Spa essendo situata su un largo deposito di sale è stata un importante centro per la produzione di sale fin dai tempi dei Romani. Tutte queste antiche industrie hanno subito un declino nel corso degli anni per essere sostituite da altre e più varie attività industriali.
Il consiglio di contea fu istituito nel 1888. Dal 1974 al 1998 la contea era unita a quella di Herefordshire formando un'unica contea chiamata contea di Worcester e Hereford.

## Economia
Larga parte della contea era destinata in passato alla coltivazione della frutta e del luppolo. Le superfici dedicate a tali coltivazioni sono diminuite dalla seconda guerra mondiale anche se nella parte meridionale della contea, nella valle di Evesham, ci sono ancora tanti frutteti che la British Automobile Association ha appositamente segnalato un percorso stradale lungo il quale è possibile vedere i frutteti in fiore a primavera. Sullo stemma della città di Worcester è rappresentato un albero di pere nere. Le pere nere di Worcester sono ormai un frutto raro. Molto più comuni sono i frutteti delle mele Worcester Pearmain e le prugne Peshore, entrambe le varietà sono originarie del Worcestershire. Worcester è poi famosa per la sua salsa (conosciuta come Worcester sauce) e per le sue porcellane. Nella città di Malvern si producono le automobili Morgan e s'imbottiglia l'acqua minerale Malvern. Evesham ospita un'importante azienda informatica.

## Cultura e media
La cattedrale di Worcester è sede ogni tre anni del festival musicale "Three Choirs Festival" che vede la partecipazione dei cori delle cattedrali di Worcester, Gloucester e Hereford. Nel villaggio di Broadheath a 10 km a nord-ovest di Worcester è nato il compositore Edward Elgar. Ci sono tre stazioni radio che trasmettono nella contea e nella vicina contea di Herefordshire. La contea inoltre ospita il più vecchio quotidiano al mondo ancora stampato: il Berrow Journal pubblicato a Worcester sin dal 1690.

## Sport
La contea è la sede del Worcestershire County Cricket Club che partecipa con successo al campionato nazionale di cricket. Il club ha avuto tra i suoi giocatori Tom Graveney, Ian Botham, Glenn McGrath, Graeme Hick, Kapil Dev, Vikram Solanki, Don Kenyon e Basil D'Oliveira. La squadra di rugby del Worcester Rugby Football Club è stata promossa nel Campionato inglese di rugby nel 2004 ma è stato retrocesso nel 2010.

## Monumenti e luoghi d'interesse
- Abbazia di Pershore
- Chiesa di Great Witley
- Evesham
- Great Malvern Priory
- Hanbury Hall

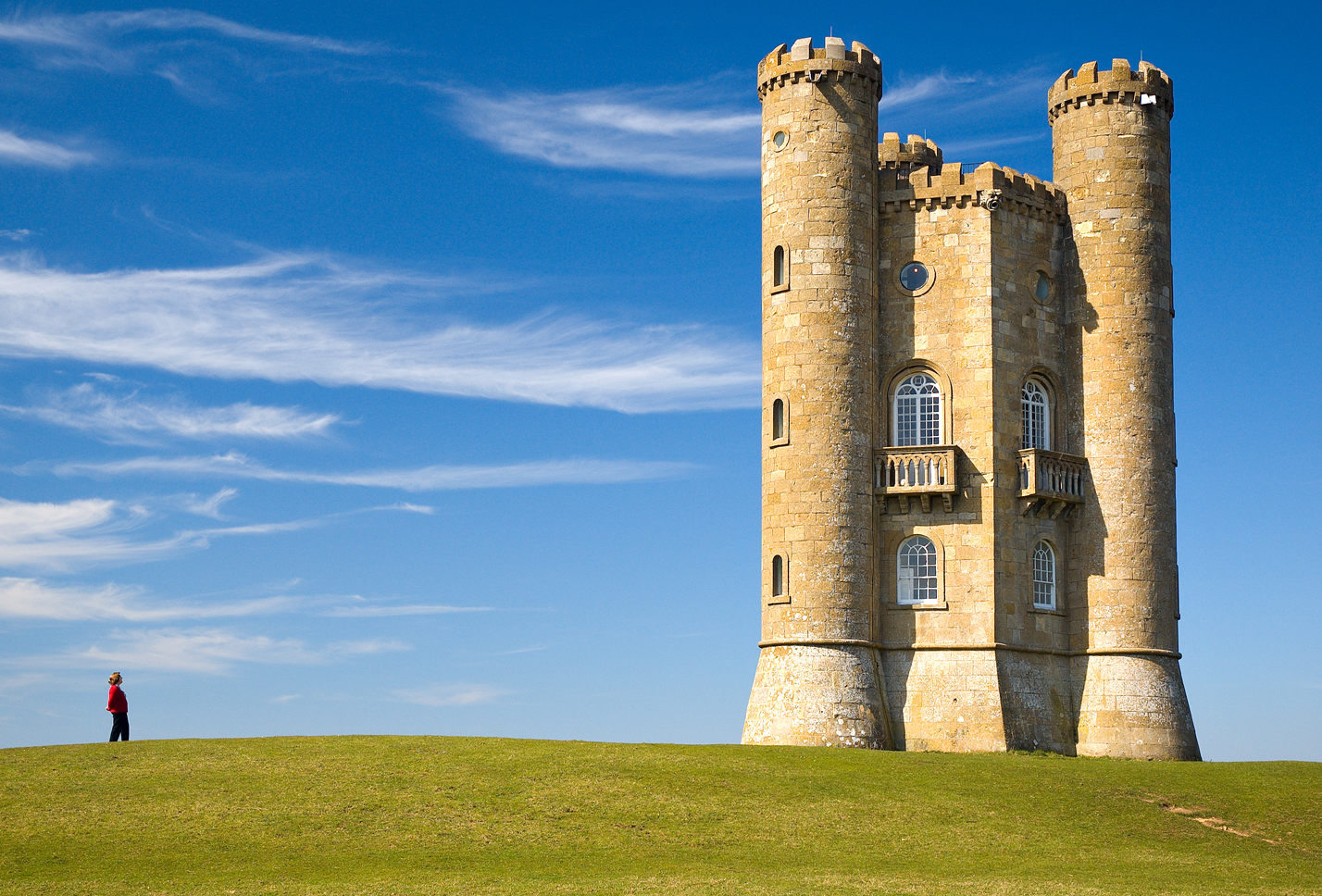
La Broadway Tower a Broadway, nelle Cotswolds

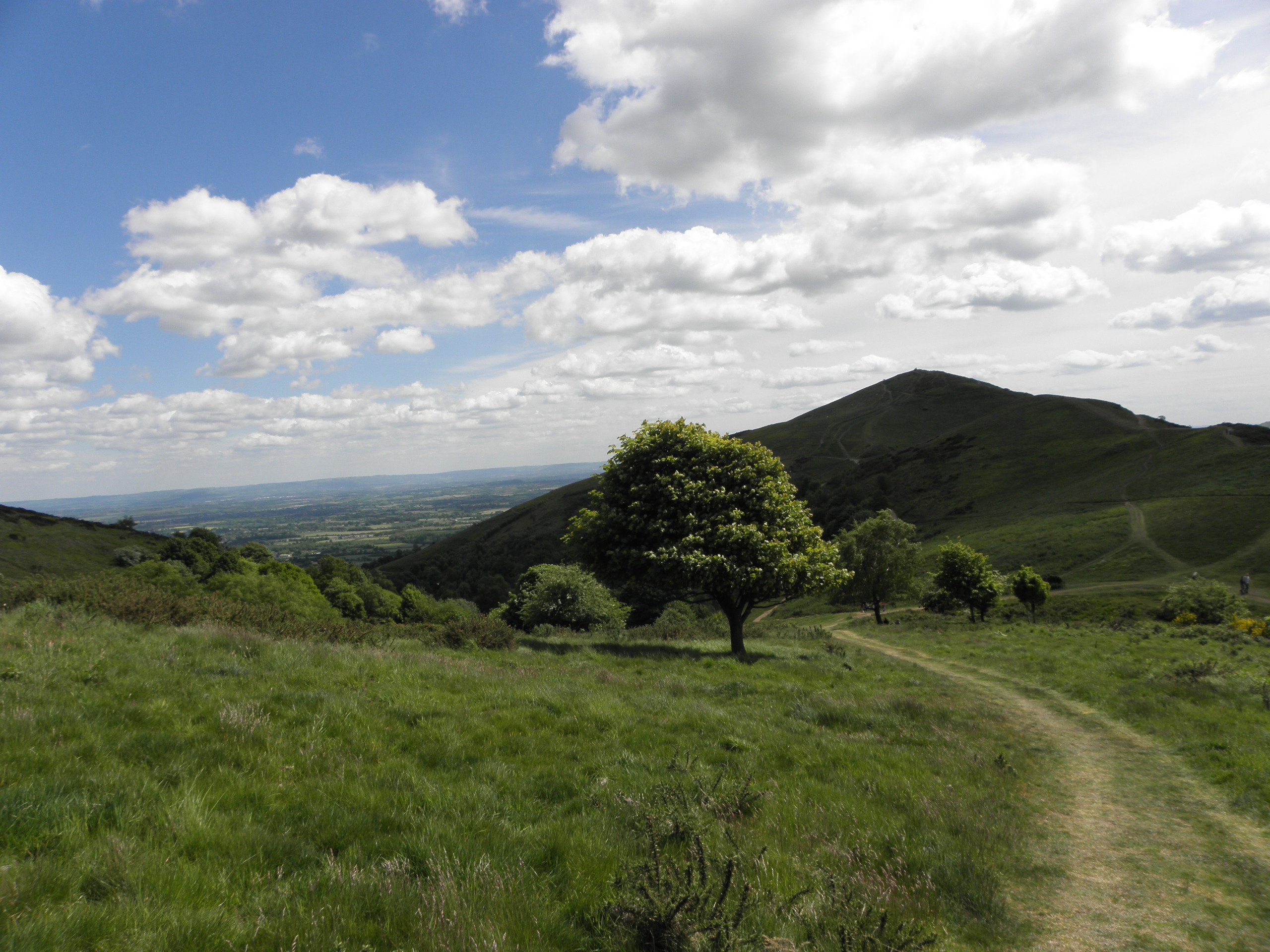
Panorama primaverile delle colline Malvern

- Il fiume Severn a Worcester, il fiume Avon a Pershore oppure a Evesham
- Il fiume Teme e la sua valle
- Il museo di Avoncroft di edifici storici, nei pressi di Bromsgrove
- La ferrovia a vapore della valle del Severn
- La cattedrale di Worcester, sede della diocesi
- Le colline Malvern, Walton Hill, Bredon Hill e le Clent Hills
- Leigh Court Tithe Barn
- Tenbury Wells
- Witley Court a Great Witley
- West Midlands Safari Park